# Aston Martin One-77
L'Aston Martin One-77 è una coupé 2 porte prodotta dalla casa automobilistica britannica Aston Martin. 
La sua prima apparizione fu al salone dell'automobile di Parigi 2008, ma la sua produzione è iniziata nel 2009 e finita nel 2012 ed è stata prevista per un totale di 77 esemplari (da cui la denominazione).

## Tecnica

### Design

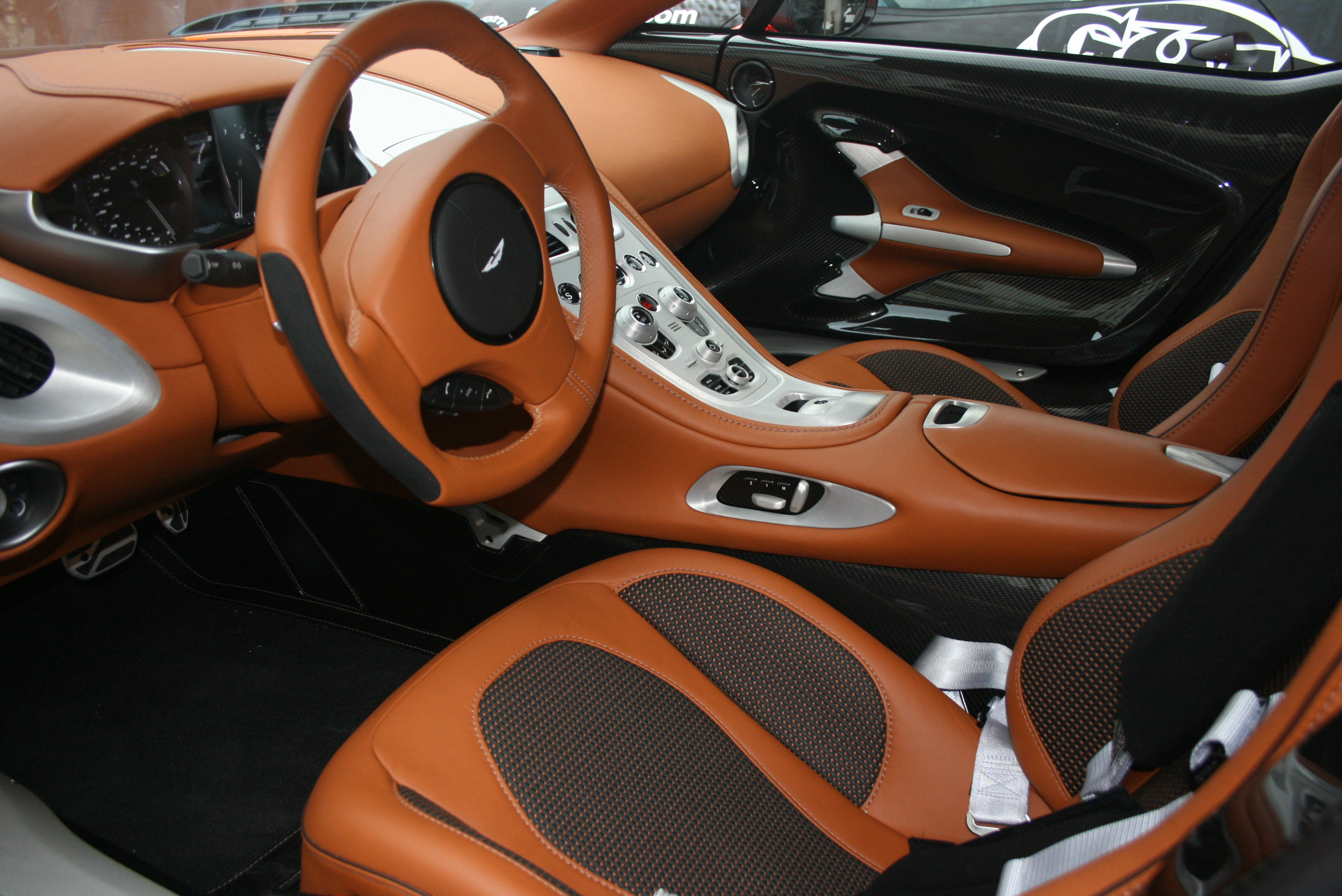
Interni di una One-77

La One-77 ha un telaio realizzato in una struttura monoscocca in fibra di carbonio e la carrozzeria è composta da pannelli di alluminio lavorati a mano; al posteriore è presente uno spoiler estraibile. I fari sono di bi-xeno con led integrati e indicatori di direzione, luci posteriori a led con fendinebbia.

### Motore
Il propulsore che la spinge è montato anteriormente; si tratta di un motore V12 aspirato con monoblocco e testate in lega d'alluminio, con doppio albero a camme in testa, 48 valvole, rapporto di compressione 10.9:1 e 7312 cm³ di cilindrata. Eroga 750 CV di potenza e 750 N m di coppia. L'accelerazione da 0 a 100 km/h è sotto i 3,7 secondi mentre la velocità massima è di 354 km/h. La trazione è posteriore.

### Meccanica
La scatola del cambio, montata al posteriore e fornita dalla Graziano Trasmissioni è un sei marce manuale robotizzato con sistema di controllo elettro-idraulico. È presente anche il differenziale a slittamento limitato. Il rapporto di trasmissione finale è di 3.538.
I cerchi sono in lega da 20 pollici con 7 o 10 razze con finiture personalizzate; gli pneumatici sono speciali: Pirelli P Zero da 255/35 ZR20 all'avantreno e da 335/30 ZR20 al retrotreno.
I freni a disco sono in carboceramica raffreddati ad aria con sei pistoncini, da 398 mm all'anteriore e da 360 mm al posteriore. Tra gli aiuti alla frenata ci sono l'ABS (Antilock Braking System), il DSC (Dinamic Stability Control), l'EBD (Electronic Brakeforce Distribuition) e l'EBA (Emergency Brake Assist), nonché il Traction control.
Le sospensioni sono a ruote indipendenti con doppio braccio oscillante che incorpora barre anti rollio, tiranti e molle elicoidali regolabili in estensione.